# Gonting Bange
Gonting Bange is een bestuurslaag in het regentschap Padang Lawas Utara van de provincie Noord-Sumatra, Indonesië. Gonting Bange telt 90 inwoners (volkstelling 2010).